# Pariana ecuadorensis
Pariana ecuadorensis är en gräsart som beskrevs av Pilg.. Pariana ecuadorensis ingår i släktet Pariana och familjen gräs. Inga underarter finns listade i Catalogue of Life.